# تراين هاتستاد
تراين هاتستاد (بالنرويجية: Trine Hattestad) وإسمها الحقيقي إيلسا كاترين سولبيرغ (بالنرويجية: Elsa Katrine Solberg) هي رامية رمح نرويجية ولدت في يوم 18 أبريل 1966 في بلدة لورينسكوغ في النرويج. قامت بتحقيق عدة ألقاب أولمبية وعالمية وأوروبية وتمكنت من تحطيم الرقم القياسي في رمي الرمح مرتين. أبرز إنجازاتها هو فوزها بالميدالية الذهبية في دورة الألعاب الأولمبية الصيفية 2000 في سيدني وبالميدالية البرونزية في دورة الألعاب الأولمبية الصيفية 1996 في أتالانتا، كما فازت بالميدالية الذهبية في بطولة العالم لألعاب القوى 1993 في شتوتغارت وبطولة العالم لألعاب القوى 1997 في أثينا وبطولة العالم لألعاب القوى 1999 في إشبيلية، كما فازت بالميدالية الذهبية في بطولة أوروبا لألعاب القوى 1994 في هلسنكي. تمكنت من تحطيم الرقم القياسي العالمي مرتين وأفضل أرقامها هو 69.48 متر الذي سجلته في سنة 2000 والذي يعتبر حتى الآن الرقم الوطني للنرويج. لها 4 أطفال من زوجها السابق أندرس هاترستاد حيث تطلقت منه في سنة 2017.

## روابط خارجية
- تراين هاتستاد على موقع IMDb (الإنجليزية)
- تراين هاتستاد على موقع الاتحاد الدولي لألعاب القوى (الإنجليزية)
- تراين هاتستاد على موقع اللجنة الأولمبية الدولية (الإنجليزية)
- تراين هاتستاد على موقع أوليمبيديا (الإنجليزية)